# Gladiolus rufomarginatus
Gladiolus rufomarginatus är en irisväxtart som beskrevs av Gwendoline Joyce Lewis. Gladiolus rufomarginatus ingår i släktet sabelliljor, och familjen irisväxter. Inga underarter finns listade i Catalogue of Life.